# Giga (instrument de musique)
Pour les articles homonymes, voir Giga (homonymie).
Le ģīga ou divstīdzis est un instrument de musique à deux cordes frottées de Lettonie. La caisse de résonance est constitué d'un parallélépipède légèrement en forme de losange, longue de deux à trois pieds et large de quatre à six pouces.
Cet instrument est dérivé du psalmodicon, un instrument à unique corde frottée typique de Scandinavie, développé en Suède en 1829 pour le chant liturgique. Il en vient en Lettonie par la paysannerie lettone qui ajoutèrent parfois une seconde corde pour l'harmonie,.

### Lien web
- (en) « Lithuanian Men's Folk Songs/Warsong », sur Youtube (Pèce d'un ensemble à 3 voies accompagné d'un ģīga à 2 cordes).